# Horlachbach
De Horlachbach is een rechter zijrivier van de Ötztaler Ache in de Oostenrijkse deelstaat Tirol. Zij ontspringt in de Stubaier Alpen als Zwieselbach in het achterste deel van het Zwieselbachtal. Alhier liggen de resten van de Zwieselbachferner, die wordt omgeven door bergtoppen als de Larstigspitze (3172 m.ü.A.), de Winnebacher Weißkogel (3182 m.ü.A.) en de Gleirscher Fernerkogel (3189 m.ü.A.). Vandaar stroomt de rivier in noordelijke richting, om ter hoogte van de Zwieselbacher Grieskogel naar het noordwesten af te buigen en door de rest van het Zwieselbachtal te stromen. Ter hoogte van de Guben Schweinfurter-Hütte (2028 m.ü.A.) voegt het water van diverse kleinere stromen zich bij de Zwieselbach en gaat zij, na de Großhorlachalm en de Kleinhorlachalm te zijn gepasseerd, in westelijke richting verder onder de naam Horlachbach. Vanuit het Finstertal voegt het water van de Fintertalbach zich bij de Horlachbach. Hierna neemt de Horlachbach ook nog het water van de linker zijriviertjes Larstigbach en Grastalbach op. Hierna stroomt het riviertje door Niederthai (gemeente Umhausen) om kort daarop over te gaan in de waterval Stuibenfall, met 150 meter hoogte de hoogste waterval van Tirol. De Horlachbach stroomt vervolgens door de dorpskern van Umhausen en neemt nog het water van de rechter zijstroom Murbach op. Net achter Östen (gemeente Umhausen) mondt de Horlachbach uit in de Ötztaler Ache., De Horlachbach staat bij sportvissers bekend vanwege de rijkdom aan beekforellen en bronforellen in het snelstromende, zuurstofrijke water. Op lagere punten wordt ook de regenboogforel aangetroffen.